# Solid rigid
În mecanică, noțiunea de solid rigid reprezintă o idealizare a celei de solid, considerându-se cazul ipotetic în care acesta este nedeformabil, adică distanța dintre oricare două puncte ale sale nu se modifică indiferent de forțele exterioare ce acționează asupra corpului.

## Axiomele staticii solidului rigid
- Condiția necesară și suficientă ca două forțe aplicate unui corp solid rigid să fie în echilibru este ca cele două forțe să fie coliniare, egale ca valoare numerică și de sensuri opuse.
- Se poate, fără a modifica starea mecanică a solidului rigid, adăuga sau elimina un sistem de forțe echivalent cu zero.